# ساعت شمار میدان فلسطین

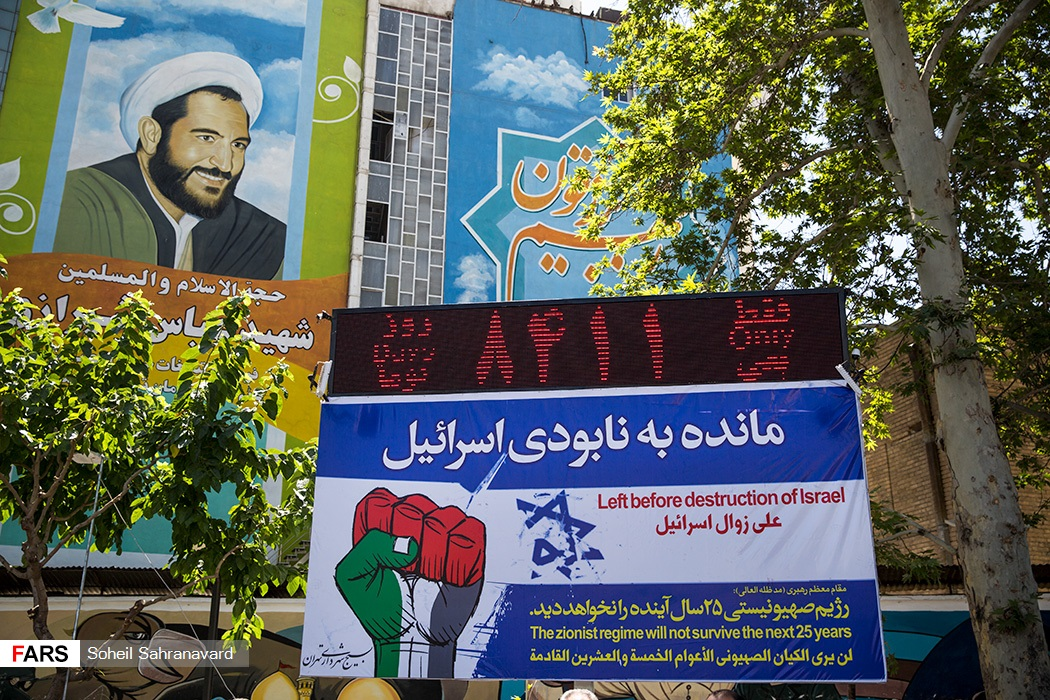
عکسی از ساعت شمار میدان فلسطین، ۱۳۹۷

ساعت شمار میدان فلسطین یک نمایشگر دیجیتال در میدان فلسطین تهران، ایران است که به‌طور برجسته روزهای باقی‌مانده تا نابودی پیش‌بینی‌شده اسرائیل را شمارش معکوس می‌کند. این ساعت در روز قدس در خرداد ۱۳۹۶ رونمایی شد. این نصب بازتابی از موضع ایدئولوژیک دیرینه ایران نسبت به اسرائیل بوده و به عنوان نمادی محوری برای احساسات ضد اسرائیلی عمل می‌کند.

## تاریخچه و نصب
در خرداد ۱۳۹۶، همزمان با راهپیمایی‌های سالانه روز قدس، ایران ساعت دیجیتال بزرگی را در میدان فلسطین رونمایی کرد. ساعت برای شمارش معکوس از ۸۴۱۱ روز برنامه‌ریزی شده بود که مطابق با اظهارنظر رهبر جمهوری اسلامی ایران، سید علی خامنه‌ای در سال ۱۳۹۴ بود، جایی که پیش‌بینی کرده بود «اسرائیل ۲۵ سال آینده را نخواهد دید». این نصب بخشی از تظاهرات گسترده‌ای با حضور بیش از یک میلیون نفر بود که در آن شعارها و تصاویری ضد اسرائیلی به‌طور برجسته‌ای به نمایش گذاشته شد.
نیروی هوایی اسرائیل با در نظر گرفتن آن به عنوان یک هدف نمادین، در روزهای آغازین جنگ ایران و اسرائیل سعی در نابودی ساعت داشت، اما موفق نشد. این ساعت در ۲ تیر ۱۴۰۴ بمباران شد، و پس از آن خبرگزاری مهر ویدیوی کوتاهی را در رسانه‌های اجتماعی منتشر کرد که ظاهراً نشان می‌داد ساعت هنوز در حال گذر از روزهای منتهی به شهریور ۱۴۱۹ است و اسرائیل ۵۵۶۹ روز (تاریخ پیش‌بینی شده ۳۱ شهریور ۱۴۱۹) فرصت دارد. این ویدیو به‌طور مستقل قابل تأیید نیست. اسرائیل دوباره سعی کرد آن را نابود کند، اما آتش‌بس اعلام شد و این تلاش متوقف شد.

## طراحی و ویژگی‌ها
این ساعت به یک بیلبورد الکترونیکی بزرگ متصل است که پیام «تنها [X] روز تا نابودی اسرائیل باقی مانده» را نمایش می‌دهد. این نمایش به سه زبان فارسی، انگلیسی و عربی ارائه می‌شود. گاهی اوقات ساعت دچار نقص فنی شده و شمارش متوقف شده است، اما همچنان به عنوان نمادی مهم در میدان باقی مانده است.

## نمادگرایی و زمینه سیاسی
ساعت شمار تجسمی از تعهد ایدئولوژیک ایران به نابودی دولت اسرائیل است؛ موضعی که ریشه در رهبری سیاسی و مذهبی کشور از زمان انقلاب اسلامی ۱۹۷۹ دارد. این موضوع با روایت گسترده‌تر رژیم در زمینه مقاومت در برابر صهیونیسم و حمایت از آرمان فلسطین همراستا است. این ساعت مورد انتقاد بین‌المللی قرار گرفته و توسط بسیاری به عنوان نمادی تحریک‌آمیز از خصومت با اسرائیل تلقی می‌شود.

## واکنش عمومی و انتقادات
این نصب واکنش‌های متفاوتی را در داخل و خارج از ایران به همراه داشته است. در حالی که توسط جناح‌های تندرو در ایران به عنوان بیانیه‌ای جسورانه از سرپیچی جشن گرفته می‌شود، همچنین به دلیل تحریک نفرت و تداوم تنش‌های منطقه‌ای مورد انتقاد قرار گرفته است. ناظران اشاره می‌کنند که چنین نمایش‌هایی به چرخه مداوم خصومت در خاورمیانه دامن می‌زند.